# Deraeocoris nebulosus
Deraeocoris nebulosus är en insektsart som först beskrevs av Philip Reese Uhler 1872.  Deraeocoris nebulosus ingår i släktet Deraeocoris och familjen ängsskinnbaggar. Inga underarter finns listade i Catalogue of Life.